# Folkets befrielsearmé
Folkets befrielsearmé, förkortas FBA, är det officiella namnet på det kinesiska kommunistpartiet i  Folkrepubliken Kinas militära styrkor. Det är den viktigaste militära styrkan i Folkrepubliken Kina. FBA består av fem försvarsgrenar: markstyrkan, flottan, flygvapnet, raketstyrkan och den strategiska stödstyrkan. Den står under ledning av Centrala militärkommissionen (CMC) med dess ordförande som överbefälhavare. Den grundades av Kinas kommunistiska parti 1927 och lyder under partiets Centrala militärkommission. Folkets befrielsearmé har kärnvapen och är en av världens största militära styrkor. Folkets befrielsearmé är organisatoriskt skild från Folkets beväpnade polis, som emellertid också lyder under Centrala militärkommissionen.
Armén är även idag i första hand kommunistiska partiets, inte statens, väpnade styrkor vars främsta uppgift är att bibehålla partiet i makt. I militäreden, som soldaterna svär, nämns det kommunistiska partiet, och att följa det, innan hemlandet, och att försvara det eller dess medborgare.
Idag är majoriteten av de militära enheterna runt om i landet tilldelade ett av fem teaterkommandon efter geografiskt läge. FBA är världens största militärstyrka (exklusive paramilitära styrkor och reservstyrkor) och har den näst största försvarsbudgeten i världen. Kinas militärutgifter uppgick till 292 miljarder US-dollar 2022, vilket motsvarar 13 procent av världens försvarsutgifter. Landet är också en av de snabbast moderniserande militärerna i världen och har kallats en potentiell militär supermakt, med betydande regionalt försvar och stigande global maktprojektionsförmåga.

## Historia
Kommunisternas väpnade styrka går tillbaka till de trupper som deltog i Nanchangupproret den 1 augusti 1927 då den kallades "Kinas arbetare och bönders revolutionära armé". En stor del av armén officerare hade utbildats vid Militärhögskolan i Whampoa. Från 1928 användes namnet "Arbetarnas och böndernas röda armé", eller i dagligt tal "Röda armén" tills armén 1937, efter Japans invasion, delades i "Åttonde routearmén" och "Nya fjärde armén". De olika förband som kämpat mot japanerna i Manchuriet, organiserades efter japanernas kapitulation 1945 som Nordöstra Kinas folkdemokratiska armé. Samtliga styrkor slogs sedan ihop under det nuvarande namnet "Kinesiska folkets befrielsearmé" 1946, tre år före Folkrepubliken Kinas bildande 1949.

## Indelning

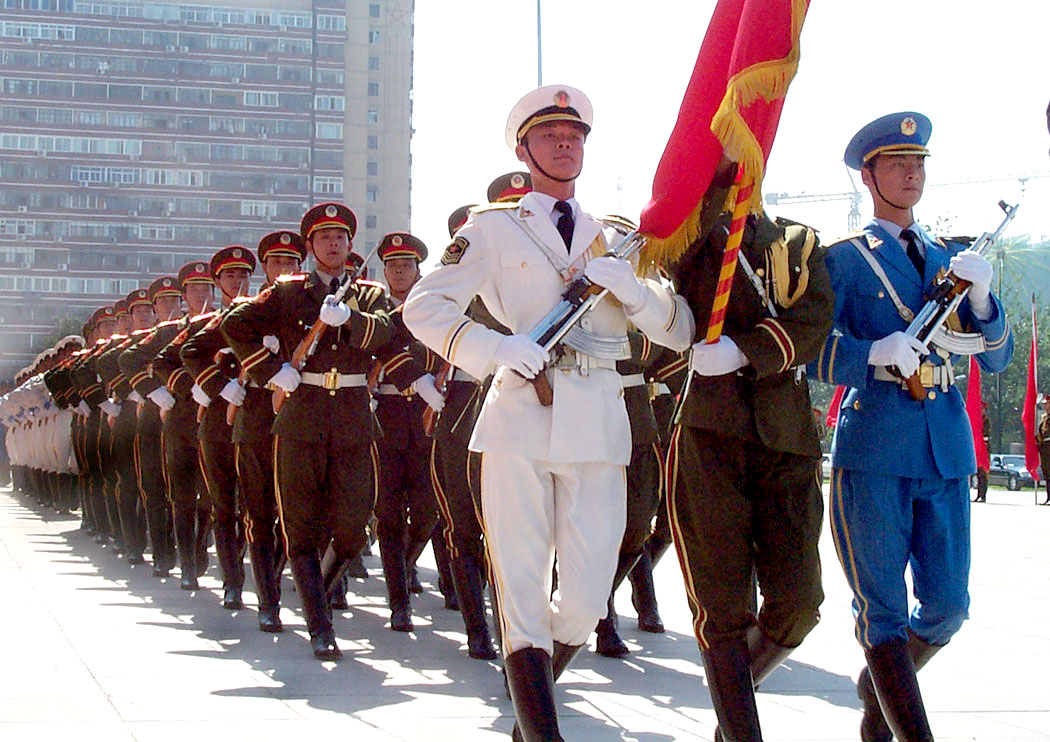
Soldater från folkets befrielsearmé i paraduniform.

Folkets befrielsearmé delas upp i marktrupper, flottan, flygvapnet och raketstyrkan. Den är den enade organisationen för alla Kinas reguljära stridskrafter. På engelska skrivs det oftast ut PLA, People’s Liberation Army.
Folkets befrielsearmé har också ansvar för Kinas rymdprogram.

## Organisation

### Organisation och regioner
Folkets befrielsearmé är formellt underordnad kommunistpartiets centrala militärkommission. En identisk kommission finns inom statsmakten, men den har ingen tydlig funktion även om den ofta består av i princip samma personer. Den centrala militärkommissionen har betydligt mer makt än försvarsministeriet vilket gör att kommunistpartiet håller makten över folkets befrielsearmé.
Under militärkommissionen lyder de fyra högkvarteren (generalstaben, den allmänna politiska avdelningen, den allmänna logistiska avdelningen och avdelningen för krigsutrustning), de tre vapenslagen och de sju militärregionerna.
Den allmänna politiska avdelningen upprätthåller ett system med politiska kommissarier som följer en egen befälskedja för att säkerställa försvarets lojalitet mot kommunistpartiet och regeringen.

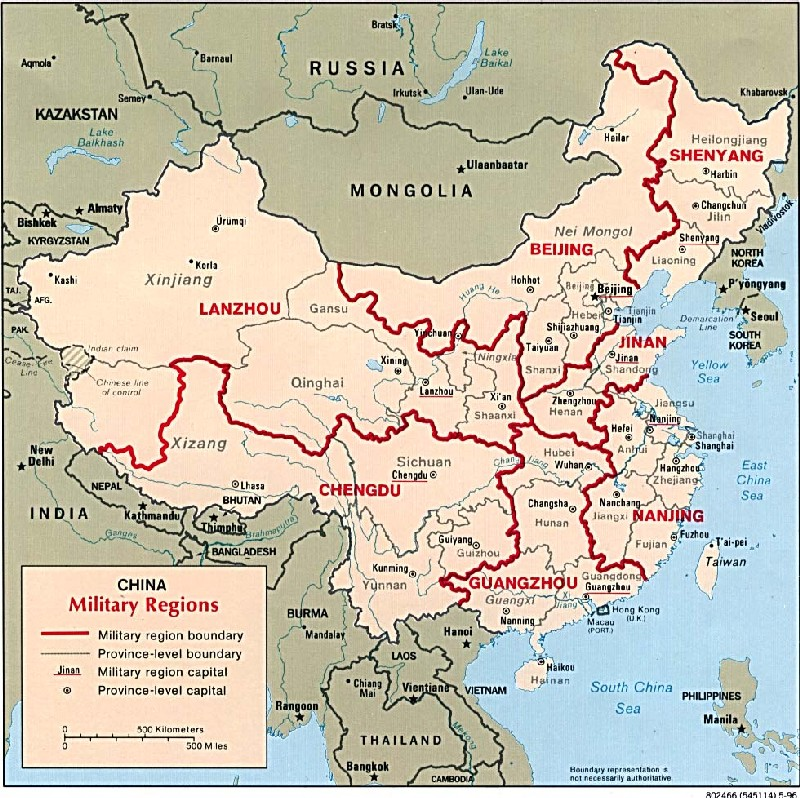
Befrielsearméns militärregioner (1996)

De sju militärregionerna har fått namn efter sina högkvarter och är:
- Shenyangs militärregion
- Pekings militärregion
- Lanzhous militärregion
- Jinans militärregion
- Nanjings militärregion
- Guangzhous militärregion
- Chengdus militärregion

## Utrustning och materiel
Befrielsearmén byggde länge sin doktrin på idén om "folkkriget", enligt vilken fienden skulle lockas djupt in på det egna territoriet och sedan övermannas av numerärt överlägsna, men tekniskt relativt enkla, styrkor. Efter Mao Zedongs död 1976 har denna doktrin övergivits till förmån för en doktrin som betonar en mer konventionell krigföring. Även om man arbetat för att modernisera armén har de begränsade militärbudgetarna till den enorma armén bidragit till är folkets befrielsearmé länge låg efter andra stormakter när det gäller vapensystem och logistik. Kuwaitkriget (1991) övertygade den kinesiska militärledningen att landet ligger långt efter USA och sedan dess har man införskaffat avancerad teknik främst från Ryssland men även börjat satsa på egen tillverkning. Från början av 00-talet fram till idag har Kina satsat mycket stora summor på att modifiera och förnya sin flotta och flygvapen.

## Ekonomi
Det är mycket svårt att få en övergripande uppfattning om den kinesiska försvarsbudgeten, då denna till stora delar är hemlig. De senaste åren har Kina förstärkt sin militära budget och stora inköp har gjorts i ny materiel. 2007 var den officiella budgeten 44,9 miljarder dollar. 2010 har Kina den näst största försvarsbudgeten i världen endast överträffad av USA. 
2024 var den budgeterad till 2 436 miljarder kronor. 

## Externa sidor
- PLA idag
- Sinodefence